# Nicholas Aloysius Gallagher

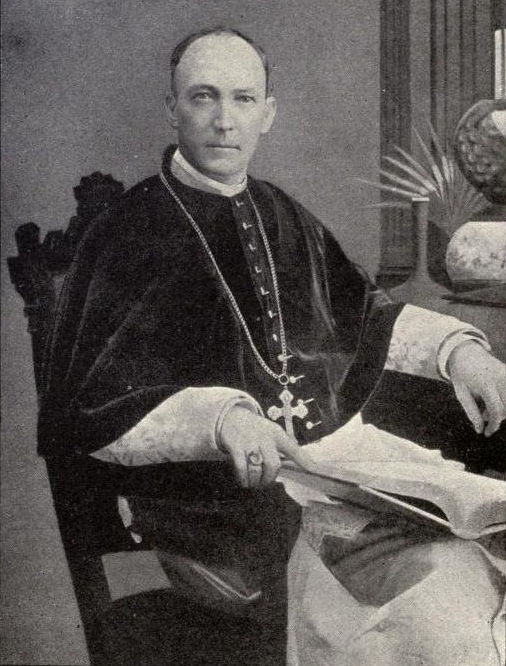
Bischof Nicholas Aloysius Gallagher (1904)

Nicholas Aloysius Gallagher (* 19. Februar 1846 in Temperanceville, Ohio; † 21. Januar 1918) war ein US-amerikanischer römisch-katholischer Geistlicher und der dritte Bischof von Galveston.

## Leben
Gallagher empfing am 22. Dezember 1868 die Diakonen- und drei Tage später die Priesterweihe für das Bistum Columbus durch den dortigen Bischof, Sylvester Horton Rosecrans.
Während der Sedisvakanz im Bistum Columbus von 1878 bis 1880 fungierte Gallagher als Diözesanadministrator, anschließend wurde er vom neuen Bischof John Ambrose Watterson als Generalvikar eingesetzt.
Am 10. Januar 1882 wurde er von Papst Leo XIII. zum Koadjutorbischof von Galveston und Titularbischof von Canopus ernannt. Die Bischofsweihe spendete ihm am 30. April desselben Jahres der Bischof von Little Rock, Edward Fitzgerald; als Mitkonsekratoren fungierten John Claude Neraz, Bischof von San Antonio, und Dominic Manucy, Apostolischer Vikar von Brownsville.
Nach der Emeritierung von Bischof Claude-Marie Dubuis 1892 folgte Gallagher ihm als Bischof von Galveston nach. Er starb am 21. Januar 1918 nach einer Amtszeit von 26 Jahren.